# غابور ستراكا
غابور ستراكا هو لاعب كرة قدم سلوفاكي في مركز الوسط، ولد في 18 ديسمبر 1981 في دونيسكا ستريدا في سلوفاكيا. لعب مع رتش شوروزو ونادي بيترزالكا.

## وصلات خارجية
- غابور ستراكا على موقع قاعدة بيانات كرة القدم.إي يو (الإنجليزية)
- غابور ستراكا على موقع عالم كرة القدم.نت (الإنجليزية)